# Xochipilli

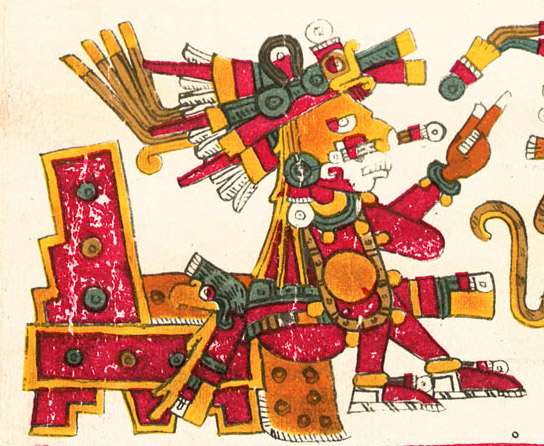
Xochipilli

Xochipilli was, volgens de Azteekse mythologie, de god van de liefde, zang, bloemen, schoonheid, spelen en de maïs. In het Nahuatl betekent zijn naam 'bloemenprins': xochitl betekent bloem, en pilli betekent prins.
Ook wordt er vaak verwezen naar Macuilxochitl, wat 'vijf bloemen' betekent.
Xochipilli's vrouw heette Mayahuel en zijn tweelingzus heette Xochiquetzal. Omdat Xochipilli een van de goden is die voor een goede oogst en vruchtbare landbouwgrond verantwoordelijk is, wordt hij vaak geassocieerd met Tlaloc, god van de regen, en Cinteotl, god van het maïs.
Ongeveer in het midden van 1800 werd er een standbeeld van Zochipilli opgegraven bij de rand van de vulkaan Popocatépetl (vlak bij Tlamanalco). Het standbeeld bleek uit de 16e eeuw te komen en was gemaakt door de Azteken die daar toen woonden. Het standbeeld stelde een persoon voor, terwijl deze zat op een tempelachtig voetstuk. Zowel het standbeeld als het voetstuk zijn overdekt met gravures van gewijde bloemen, waarvan één onbekende. De figuur zit met zijn benen gekruist en met zijn ogen en mond open. Tegenwoordig is het standbeeld te zien in het Nationaal Antropologiemuseum in Mexico-Stad.
Wasson, Schultes, en Hofmann (drie archeologen die het standbeeld hebben bestudeerd) veronderstelden dat dit standbeeld Xochipilli voorstelt, in een soort trance. De in combinatie met de houding van het lichaam, stellen de duidelijk gegraveerde bloemen volgens hen bedwelmende (hallucinogene) kruiden voor. Waarschijnlijk werd deze kruiden gebruikt voor heilige vieringen bij de Azteken. Ook is bekend dat de vulkaan Popocatépet (op de plaats waar het standbeeld oorspronkelijk stond) bedwelmende zwavelwolken uit kan stoten.